# Cárcel de Dueñas
La cárcel de Dueñas, oficialmente Centro Penitenciario La Moraleja, es una prisión ubicada en el término municipal de la localidad homónima, en la provincia de Palencia, España. Es uno de los ocho centros penitenciarios existentes en la comunidad autónoma de Castilla y León, gestionados por la Secretaría General de Instituciones Penitenciarias del Ministerio del Interior.

## Historia
La construcción del centro penitenciario fue finalizada en 1997. Las obras de construcción fueron llevadas a cabo por una unión temporal de empresas (UTE) integrada por Construcción y Gestión de Servicios S.A.; Sociedad General de Obras y Construcciones Obrascón S.A.; e Isolux Wat S.A. Los primeros 80 reclusos fueron transferidos en noviembre de 1997 desde la Cárcel Provincial de Palencia, de reducido tamaño y situada en el casco urbano de la capital y que fue clausurada ese año.

## Características
El centro penitenciario se sitúa en una parcela de 336.831m² al lado de la carretera provincial P-110, que comunica las localidades de Dueñas y Cevico de la Torre. La superficie construida es de 80.245 m² y la tipología es similar a otras prisiones de España construidas en la década de 1990. Consta de 14 módulos individuales con 72 celdas cada uno, además de otros espacios.
En total la cárcel dispone de 1180 celdas. La mayoría de las celdas, 1008, son celdas funcionales individuales; mientras que 172 son complementarias dedicadas del siguiente modo: 72 a ingresos, salidas y tránsitos; 64 a enfermería; y 36 de aislamiento.
Desde su creación hasta el año 2011 el centro penitenciario disponía de un módulo de mujeres compuesto por 72 celdas. A partir de ese año, debido a una reorganización de Instituciones Penitenciarias, el módulo para mujeres fue cerrado trasladando a las reclusas a otros centros. La cárcel quedó como totalmente masculina, reconvirtiendo las instalaciones dejadas como "módulo de respeto" para los internos con buen comportamiento.
Desde su apertura en 1997 y hasta principios de la década de 2010, la población carcelaria experimentó un continuo ascenso. En el 2007 la cárcel tenía una población penitenciaria superior al número de celdas individuales, con 1700-1800 reclusos. En torno al 80% eran presos extranjeros, haciendo de la cárcel la que mayor porcentaje de extranjeros de toda España. La superpoblación carcelaria generó críticas de los sindicatos e internos. A finales de 2012 el número de reclusos se redujo y estabilizó en unos 1250 internos, aunque la población ideal es de 1100 personas. En 2014 el número de reclusos se redujo hasta 1084.
El número de funcionarios de prisiones que trabajaba en el centro penitenciario ha variado entre 450 y 500 profesionales.